# تيم بوكانان
تيم بوكانان (بالإنجليزية: Tim Buchanan)‏ هو لاعب كرة قدم أمريكية أمريكي، ولد في 26 مايو 1946 في باسادينا في الولايات المتحدة.

## وصلات خارجية
- تيم بوكانان على موقع مرجع كرة القدم المحترفة.كوم (الإنجليزية)